# Hiatus Kaiyote
Hiatus Kaiyote — джаз-фанк группа из Мельбурна, образованная в 2011 году. В состав группы входят Наоми «Нэй Палм» Солфилд (вокал, гитара), Пол Бендер (бас), Саймон Мавин (клавишные) и Перрин Мосс (ударные, перкуссия).

## История

### 2011-2013:Tawk Tomahawk
Будущие четыре участника группы встретились в Мельбурне, Австралия. Басист Пол Бендер посетил сольное выступление Наоми Солфилд, и год спустя они начали совместную работу. Вскоре к ним присоединились Перрин Мосс и Саймон Мавин. Это сотрудничество привело к первому концерту Hiatus Kaiyote на Bohemian Masquerade Ball среди глотателей шпаг, огненных шоу и цыганских дэткор-групп.
В феврале 2012 года группу услышал Тейлор Макферрин в Мельбурне. Макферрин был настолько впечатлен ими, что решил показать их музыку влиятельному телеведущему и владельцу звукозаписывающей компании диджею Жилю Петерсону.
Группа самостоятельно выпустила дебютный альбом Tawk Tomahawk в апреле 2012 года. Это было замечено многими музыкантами, включая Animal Collective и Dirty Projectors, а позже группа получила публичное одобрение от Эрики Баду, Questlove и Принца, которые призвали своих подписчиков в Twitter послушать их музыку. В начале 2013 года Жиль Петерсон назвал группу «прорывом года» на собственной церемонии Worldwide Music Awards в Лондоне. Вскоре после этого они были представлены Салааму Реми, который только начал работать в Sony Music в качестве исполнительного директора. Sony дали ему возможность открыть свой собственный лейбл Flying Buddha, и его первым подписанием стал Hiatus Kaiyote. Группа предоставила лейблу лицензию на альбом Tawk Tomahawk, добавив обновленную версию песни «Nakamarra» с участием Q-Tip. После этого релиза группа гастролировала по всему миру и в 2014 году была номинирована на премию Грэмми за лучшее исполнение в стиле R&B за песню «Nakamarra». Они были первыми австралийскими артистами, номинированными на Грэмми в категории R&B. Но в этом году премию получила композиция Snarky Puppy и Лалы Хэтэуэй «Something».

### 2014-2015:Choose Your Weapon
Каждая песня, которую мы пишем - это маленький мир, в котором есть множество влияний. Хотя некоторые называют наши песни R&B, электроникой или прогги-тропикией, мы не думаем о звуках с точки зрения жанров, а смотрим на них скорее с кинематографической точки зрения. Мы всегда пытаемся дойти до того момента, когда люди будут переполнены радостью, замешательством, грустью или величием эмоций, а иногда и ощущать все это одновременно. Нам нравится называть это "чудо-ядром", и это то, к чему мы всегда стремимся как группа.
В 2014 году группа начала работу над своим вторым альбомом Choose Your Weapon, который вышел 1 мая 2015 года. Агрегатор обзоров Metacritic дал альбому рейтинг 88 из 100 на основе 6 обзоров, что указывает на «всеобщее признание». 9 мая 2015 года Choose Your Weapon дебютировали под номером 22 в австралийском альбомном чарте. Най Палм назвала альбом «продолжением» их дебюта и заявила, что коллектив никогда не собирался делать одножанровую работу. Многие песни на альбоме начинались с оригинальных идей Саальфилд, которые позже были совместно реализованы группой. Во время записи группа хотела отдать должное формату микстейпа, поэтому они включили интерлюдии. Альбом также стал первым релизом группы, попавшим в чарты США, достигнув 127 места в американском Billboard 200 и 11 места в хит-парадах американского Billboard Top R&B/Hip-Hop Albums.
Песня «Breathing Underwater» из альбома Choose Your Weapon была номинирована на премию Лучшее R&B-исполнение на 58-й церемонии вручения премии Грэмми, но проиграла композиции The Weeknd «Earned It (Fifty Shades of Grey)».
С начала 2016 года различные артисты начали сэмплировать записи Hiatus Kaiyote, начиная с Андерсона Пака, который использовал сэмпл из песни «Molasses» в своей композиции «Without You» на альбоме Malibu. В следующем году Кендрик Ламар семплировал «Atari» в треке «Duckworth» из своего альбома DAMN., а Дрейк использовал «Building a Ladder» в своей песне «Free Smoke» из More Life. В 2018 году Бейонсе и Jay-Z использовали сэмплы «The World It Softly Lulls» в треке «713» из своего альбома Everything Is Love.

## Индивидуальные работы
В 2017 году Най Палм выпустила свой дебютный сольный альбом Needle Paw и гастролировала по всему миру в его поддержку. Процесс записи этого релиза сильно отличался от альбомов Hiatus Kaiyote, с упором на вокал Саальфилд и соло-гитару. В интервью Джули Аденуга из Beats 1 она упомянула, что вкладывала в «Needle Paw» название пустынного цветка. В интервью Sound of Boston Най Палм объяснила, что работа над сольным альбомом дала ей большую гибкость в работе над звуками гитары и появилась задача выпустить более сырой и личный альбом. Обложка альбома, абстрактный рисунок Саальфилд, была сделана чилийским художником Джоуи Маасдамме, которого Саальфилд обнаружила в Instagram.
В июне 2018 года Най Палм появилась на треке из альбома Scorpion Дрейка, который высоко отзывался как о ней, так и о Hiatus Kaiyote. Она спела кавер на песню Алии «More Than a Woman», которая появляется в конце песни Дрейка «Is There More?».
18 октября 2018 года Най рассказала в социальных сетях, что у нее диагностировали рак груди. На своей больничной койке, выздоравливая после мастэктомии, Най исполнила кавер на песню Кертиса Мэйфилда «The Makings of You» в сопровождении Пола Бендера на акустической гитаре. По данным интервью 2019 года KCRW в Берлине, в настоящее время у нее больше нет рака.
Ее коллеги по группе, трио в составе Бендера, Мавина и Мосса, выпустили свой собственный микстейп под названием Swooping в апреле 2020 года. Кроме того, каждый из них выпускал музыку самостоятельно.
Профессиональный псевдоним Перрина Мосса - Clever Austin. Он выпустил свой дебютный альбом в 2019 году для Touching Base/Wondercore Island под названием Pareidolia.
Пол Бендер выпустил сольный альбом под псевдонимом The Sweet Enoughs на Wondercore Island под названием Marshmallow. Бендер также продюсировал альбом Джаалы Hard Hold в 2015 году, альбом Vulture St Tape Gang Mature Themes for Childish People в 2019 году и релиз Laneous Monstera Deliciosa (в котором также участвует Саймон Мавин на клавишах) в 2019 году.
Саймон Мавин - участник группы The Putbacks. Он продюсировал альбом Натали Слэйд Control (Eglo Records) в 2020 году.

## Недавние работы
В августе 2020 года Hiatus Kaiyote подписали глобальный издательский договор с Warner Chappell Music.
Следующий крупный студийный альбом группы Mood Valiant должен выйти в июне 2021 года. 

## Дискография

### Альбомы
| Название              | Подробности                                                                                | Пиковые позиции в чартах | Пиковые позиции в чартах | Пиковые позиции в чартах | Пиковые позиции в чартах |
| --------------------- | ------------------------------------------------------------------------------------------ | ------------------------ | ------------------------ | ------------------------ | ------------------------ |
| Название              | Подробности                                                                                | AUS                      | GER                      | UK                       | USA                      |
| Tawk Tomahawk         | Релиз: 12 июля 2013 Лейбл: Flying Buddha Форматы: Цифровая загрузка, CD, LP                | –                        | –                        | –                        | –                        |
| Choose Your Weapon    | Релиз: 1 мая 2015 Лейбл: Flying Buddha, Sony Форматы: Цифровая загрузка, CD, LP, стриминг  | 22                       | –                        | –                        | 127                      |
| Mood Valiant          | Дата выпуска: 25 июня 2021 Лейбл: Brainfeeder Форматы: Цифровая загрузка, CD, LP, стриминг | 4                        | 30                       | 54                       | 103                      |
| Love Heart Cheat Code | Ожидается: 28 июня 2024 Лейбл: Brainfeeder, Ninja Tune                                     | Ожидается                | Ожидается                | Ожидается                | Ожидается                |

### Расширенные релизы
| Название             | Подробности                                                                               |
| -------------------- | ----------------------------------------------------------------------------------------- |
| Live in Revolt       | Релиз: 18 октября 2013 года Лейбл: Pineapple Spaceship Pty Ltd Форматы: Цифровая загрузка |
| Recalibrations Vol.1 | Релиз: 15 апреля 2016 года Лейбл: Flying Buddha, Sony Форматы: Цифровая загрузка, CD, LP  |

#### Известные сэмплы работ Hiatus Kaiyote
- Андерсон Паак: «Without You» из Malibu (2016) сэмплы «Molasses»
- Кендрик Ламар: «Duckworth» из Damn (2017) сэмплы «Atari»
- Дрейк: «Free Smoke» из More Life (2017) сэмплы «Building A Ladder»
- Бейонсе и Jay-Z как The Carters: «713» из Everything is Love (2018) сэмплы живого выступления «The World It Softly Lulls» в 2013 году

## Награды и номинации

### AIR Awards
Премия австралийской независимой записи (широко известная неофициально как AIR Awards) – это ежегодный вечер наград, призванный признать, продвинуть и отметить успехи независимого музыкального сектора Австралии.
| Год  | Номинируемая работа | Категория                             | Результат | Прим.         |
| ---- | ------------------- | ------------------------------------- | --------- | ------------- |
| 2022 | Mood Valiant        | Лучший независимый джаз-альбом или EP | Победа    | [ 43 ] [ 44 ] |

### ARPA Awards
Премия APRA Awards ежегодно проводится в Австралии и Новой Зеландии Австралазийской правовой ассоциацией исполнителей для признания мастерства написания песен, продаж и эфирных показателей её членов.
| Год  | Номинируемая работа        | Категория            | Результат    | Ref.   |
| ---- | -------------------------- | -------------------- | ------------ | ------ |
| 2014 | Hiatus Kaiyote             | Прорывной автор года | Номинация    | [ 45 ] |
| 2016 | "Borderline With My Atoms" | Песня года           | В шорт-листе | [ 46 ] |
| 2016 | "Breathing Underwater"     | Песня года           | В шорт-листе | [ 46 ] |
| 2022 | "Red Room"                 | Песня года           | Ожидается    | [ 47 ] |

### ARIA Music Awards
ARIA Music Awards ежегодная церемония награждения, на которой отмечаются выдающиеся достижения, инновации и достижения во всех жанрах австралийской музыки.
| Год  | Номинируемая работа | Категория                         | Результат |
| ---- | ------------------- | --------------------------------- | --------- |
| 2015 | Choose Your Weapon  | ARIA Award за Лучший урбан-альбом | Номинация |

### Australian Music Prize
Australian Music Prize (the AMP) – ежегодный приз в размере 30 000 долларов США, присуждаемая австралийской группе или сольному исполнителю в знак признания заслуг альбома, выпущенного в год присуждения премии. Она была учреждена в 2005 году.
| Год  | Номинируемая работа | Категория                        | Результат |
| ---- | ------------------- | -------------------------------- | --------- |
| 2021 | Mood Valiant        | Австралийская музыкальная премия | Номинация |

### Премия Грэмми
Премия Грэмми – награда, присуждаемая Академией звукозаписи в знак признания достижений в музыкальной индустрии.
| Год  | Номинируемая работа           | Категория                       | Результат |
| ---- | ----------------------------- | ------------------------------- | --------- |
| 2014 | "Nakamarra" при участии Q-Tip | Лучшее R&B выступление          | Номинация |
| 2016 | "Breathing Underwater"        | Лучшее R&B выступление          | Номинация |
| 2022 | "Mood Valiant"                | Лучший прогрессивный R&B-альбом | Номинация |

### J Awards
Премия J Awards – это ежегодная серия австралийских музыкальных наград, учреждённая молодежной радиостанцией Triple J Австралийской вещательной корпорации. Премия вручается с 2005 года.
| Год           | Номинируемая работа | Категория                 | Результат | Ref.          |
| ------------- | ------------------- | ------------------------- | --------- | ------------- |
| J Awards 2015 | Hiatus Kaiyote      | Исполнитель года Double J | Номинация | [ 49 ]        |
| J Awards 2021 | Hiatus Kaiyote      | Исполнитель года Double J | Номинация | [ 50 ] [ 51 ] |

### Music Victoria Awards
Премия Music Victoria Awards – это ежегодный вечер наград, посвященный музыке штата Виктория. Была учреждена в 2005 году.
| Год  | Номинируемая работа       | Категория                                      | Результат | Ref.          |
| ---- | ------------------------- | ---------------------------------------------- | --------- | ------------- |
| 2013 | Hiatus Kaiyote            | Лучший перспективный исполнитель               | Победа    | [ 52 ] [ 53 ] |
| 2013 | Tawk Tomahawk             | Лучший соул-, фанк-, R&B- и госпел-альбом      | Номинация | [ 52 ] [ 53 ] |
| 2021 | Mood Valiant              | Лучший альбом Виктории                         | Номинация | [ 54 ] [ 55 ] |
| 2021 | "Red Room"                | Лучшая песня Виктории                          | Победа    | [ 54 ] [ 55 ] |
| 2021 | Hiatus Kaiyote            | Лучшая группа                                  | Номинация | [ 54 ] [ 55 ] |
| 2021 | Hiatus Kaiyote            | Лучшее соул-, фанк-, R&B-, госпел- выступление | Номинация | [ 54 ] [ 55 ] |
| 2021 | Нэй Палм (Hiatus Kaiyote) | Лучший музыкант                                | Номинация | [ 54 ] [ 55 ] |

### National Live Music Awards
Премия National Live Music Awards (NLMA) – широкое признание разнообразия австралийской концертной индустрии, отмечающее успех австралийской концертной сцены. Награждение началось в 2016 году.
| Год                             | Номинируемая работа | Категория                        | Результат |
| ------------------------------- | ------------------- | -------------------------------- | --------- |
| National Live Music Awards 2016 | Hiatus Kaiyote      | Живое R&B-/соул- исполнение года | Номинация |
| National Live Music Awards 2017 | Hiatus Kaiyote      | Живое R&B-/соул- исполнение года | Номинация |

### Rolling Stone Australia Awards
Премия Rolling Stone Australia Awards присуждается ежегодно в январе или феврале австралийским изданием журнала Rolling Stone за выдающийся вклад в развитие популярной культуры в предыдущем году.
| Год  | Номинируемая работа | Категория                          | Результат | Ref.   |
| ---- | ------------------- | ---------------------------------- | --------- | ------ |
| 2022 | Hiatus Kaiyote      | Международная премия Rolling Stone | Номинация | [ 60 ] |

## Внешние ссылки
- Официальный сайт Hiatus Kaiyote